# Nightmare Anatomy
Nightmare Anatomy – drugi długogrający album post hardcore'owego zespołu Aiden.

## Lista utworów
1. "Knife Blood Nightmare" - 3:06
  - Istnieje też wersja, nieumieszczona na płycie, z monologiem z filmu American Psycho mówionym przez Christiana Bale'a.
2. "The Last Sunrise" - 3:43
3. "Die Romantic" - 3:40
4. "Genetic Design for Dying" - 3:28
5. "Breathless" - 3:58
6. "Unbreakable (I.J.M.A.)" - 3:22
7. "It's Cold Tonight" - 3:13
8. "Enjoy The View" - 2:45
9. "Goodbye We're Falling Fast" - 3:34
10. "This City Is Far From Here" - 3:07
11. "See You In Hell..." - 6:13
  - Zawiera ukryty utwór z efektami dźwiękowymi i mężczyzną mówiącym o koszmarach.

## Twórcy
- wiL Francis - śpiew
- Angel Ibarra - gitara prowadząca, śpiew w tle
- Jake Wambold - gitara, śpiew w tle
- Nick Wiggins - gitara basowa, śpiew w tle
- Jake Davison - perkusja